# Glypta nebulosa
Glypta nebulosa är en stekelart som beskrevs av Dasch 1988. Glypta nebulosa ingår i släktet Glypta och familjen brokparasitsteklar. Inga underarter finns listade i Catalogue of Life.